# 中国共产党青岛市委员会
中国共产党青岛市委员会（简称中共青岛市委）是中国共产党在山东省青岛市的地方组织，由中国共产党青岛市代表大会选举产生。依据《中国共产党章程》，青岛市委在市党代会闭会期间，执行中共中央和中共山东省委的指示和市党代会的决议，领导青岛市的工作，定期向中共中央和山东省委报告工作。市委的机关报是青岛日报报业集团出版的《青岛日报》。

## 历史沿革
1949年6月2日，中国人民解放军攻入青岛后，中共青岛市委设秘书处、组织部、宣传部三个部门。之后先后增设办公室、统一战线工作部、纪律检查委员会、工业部共7个部门。1953年后，陆续增设了与政府行政机构相对应的文教、财贸、政法、生产合作、国营工业、地方工业、交通运输7个部及调研室。
1956年6月，中共青岛市委工作机构共有14个部门。1958年起，遵照中共中央和中共山东省委关于精简机构，将国营工业部、地方工业部、交通运输部合并为工业交通部，文教部并入宣传部。1963年11月，中共青岛市委工作机构缩减为办公室、调研室、组织部、宣传部、统战部、监委、党校、财贸部、工业交通部、政法领导小组、农村工作办公室等11个部门。
文化大革命初期，中共青岛市委所属工作机构停止工作。青岛市革命委员会成立后，取代了原中共青岛市委工作机构的部分职能。1969年8月16日，建立了中共青岛市革委会核心领导小组。1975年9月，选举产生中共青岛市第四届委员会，开始恢复中共青岛市委工作机构，设有办公室、组织部、宣传部、统战部4个部门。
到1980年，中共青岛市委工作机构有办公室、组织部、宣传部、统战部、调研室、纪委、党校、农委、政法领导小组等9个部门。1983年机构改革后，增设企业政治工作部、老干部局、精神文明指导委员会办公室、打击严重经济犯罪活动领导小组办公室、对台工作办公室、党史资料征集委员会办公室等6个部门。1983年7月，中共青岛市委纪委升格，不列入中共青岛市委。

## 历任委员会构成

### 中共青岛市委员会
中共青岛市委于1949年11月1日批准成立。
- 书　记：向　明（1949.11-1950.07）[註 1]、赖可可（1950.07-1952.12）、任质斌（1952.12-1953.12）、王少庸（1953.12-1955.09）、李广文（1955.09-1956.06）[註 2]
- 副书记：薛尚实（1949.11-1952.02）、刘特夫（1956.04-1956.06）
- 第一副书记：王建明（1952.02-1953.12）、王少庸（1953.12-1955.09）、孙汉卿（1955.09-1956.06）
- 第二副书记：王少庸（1952.02-1953.12）、于　明（1953.12-1956.06）
- 第三副书记：孙汉卿（1952.02-1953.12）

### 1956年至文革前
中共青岛市第一次代表大会于1956年6月召开。中共青岛市第二次代表大会于1960年5月召开。中共青岛市第三次代表大会于1963年11月召开。
| 届次   | 第一书记                                               | 第二书记                  | 副书记                                                                        | 书记处书记 |
| ------ | ------------------------------------------------------ | ------------------------- | ----------------------------------------------------------------------------- | --- |
| 第一届 | 滕景禄（1956.11-1958.11）、刘特夫（1959.03-1960.05代） | 孙汉卿（1956.11-1958.09） | 王卓青（1956.11-1960.05）、刘特夫（1956.11-1960.05）、矫 枫（1956.11-1958.9） | 孙汉卿（1956.11-1958.09）、刘特夫（1956.11-1959.03）、矫 枫（1956.11-1958.9）、王卓青（1956.11-1960.05）、曲 文(1956.11-1960.05)、周化南(1959.11-1960.05)、宋星路(1956.11-1960.05)、周 方(1959.11-1960.05) |
| 第二届 | 刘特夫（1960.05-1960.11）、张敬焘（1960.11-1963.11）   | 不適用                    | 不適用                                                                        | 王卓青（1960.05-1963.11）、李 慕（1960.05-1963.11）、曲 文（1960.05-1963.11）、宋星路（1960.05-1961.04）、周化南（1960.05-1961.03、1963.02-1963.11）、周 方（1960.05-1963.11）、孙 刚（1960.05-1963.11）、郑 干（1960.05-1963.11）、杨维屏（1960.11-1961.03）、陈友群（1961.07-1963.11）、徐雷健（1963.02-1963.11） |
| 第三届 | 张敬焘（1963.11-文革）                                 | 不適用                    | 不適用                                                                        | 徐雷健（1963.11-文革）、陈友群（1963.11-文革）、周化南（1963.11-文革）、郑 干（1963.11-文革）、李元荣（1966.04-文革） |

### 中共青岛市革命委员会领导核心小组
1969年8月，经中共中央同意建立中共青岛市革命委员会领导核心小组。
- 组长：易耀彩（1969.08-1972.07）、马忠全（1972.07-1973.10）、刘众前（1973.10-1975.08）
- 第二组长：马忠全（1971.07-1972.07）
- 副组长：王金泉（1969.08-1970.04）、宋景华（1969.08-1971.11）、杨保华（1969.08-1971.04）、段毅（1969.08-1970.07，1972.07-1973.08）、史世屏（1969.08-1970.05，1972.07-）、邓龙翔（1969.08-1971.07，1972.07-1973.10）、刘众前（1972.07-1973.10）、高启云（1973.01-1973.08）、郑　干（1973.10-1974.03）、杨坡兰（1973.10-1975.08）、郝建秀（1973.10-1975.08）、李　克（1975.04-1975.08）、郭士毅（1975.04-1975.08）、刘维理（1975.08-1975.08）

### 中共青岛市第四届委员会
中共青岛市第四次代表大会于1975年8月30日召开。
- 第一书记：李治文（1980.01-1982.08）[註 3]、周振兴（1982.08-1984.07）、刘鹏（1984.07-1984.12 代）
- 书　记：刘众前（1975.08-1980.01）、王今吾（1981.12-1984.12）
- 副书记：郑　干（1975.08-1978.08）、刘维理（1975.08-1983.09）、杨坡兰（1975.08-1978.07）、郝建秀（1975.08-1977.12）、郭士毅（1975.08-1977.10）、李秉政（1975.10-1984.07）、陈宗元（1978.09-1984.07）、武　杰（1978.09-1984.07）、赵明甫（1978.09-1984.07）、乔树荣（1978.09-1984.07）、臧　坤（1982.01-1984.12）、郭松年（1984.07-1984.12）、孙炳岳（1984.07-1984.12）

### 中共青岛市第五届委员会
中共青岛市第五次代表大会于1984年12月召开。
- 书　记：刘　鹏（1984.12-1989.11）
- 副书记：刘　镇（1984.12-1989.11）、俞正声（1989.03-1989.11）、臧　坤（1984.12-1986.05）、张惠来（1984.12-1989.11）、孙炳岳（1984.12-1989.11）、杨在茂（1985.05-1989.11）、郭松年（1986.05-1989.11）

### 中共青岛市第六届委员会
中共青岛市第六次代表大会于1989年11月召开。
- 书　记：郭松年（1989.11-1992.03）、俞正声（1992.03-1994.10）
- 副书记：刘　镇（1989.11-1992.12）、俞正声（1989.11-1992.03）、杨在茂（1989.11-1993.04）、张惠来（1989.11-1992.12）、秦家浩（1992.12-1994.10）、胡延森（1992.12-1994.10）、徐长聚（1992.12-1994.10）、徐世甫（1992.12-1994.10）、虞云耀（1993.7-1994.10挂）

### 中共青岛市第七届委员会
中共青岛市第七次代表大会于1994年10月召开。
- 书　记：俞正声（1994.10-1997.10）、 张惠来（1997.10-1999.10）
- 副书记：秦家浩（1994.10-1998.3）、王家瑞（1997.12-1999.10）、胡延森（1994.10-1999.10）、徐长聚（1994.10-1999.10）、徐世甫（1994.10-1999.10）、 张旭升（1997.12-1999.10）、程友新（1997.12-1999.10）

### 中共青岛市第八届委员会
中共青岛市第八次代表大会于1999年10月召开。
- 书　记：张惠来（1999.10-2002.6）、杜世成（2002.6-2003.04）
- 副书记：王家瑞（1999.10-2000.9）、杜世成（2000.09-2002.06）、徐长聚（1999.10--2003.04）、张旭升（1999.10--2003.04）、夏　耕（2002.12-2003.04）、黄学军（1999.10--2003.04）、陈喜庆（2001.06-2003.04挂）、崔锡柱（2002.1-2003.04）

### 中共青岛市第九届委员会
中共青岛市第九次代表大会于2003年4月召开。
- 书　记：杜世成（2003.04-2006.12）、阎启俊（2006.12-2007.04）
- 副书记：夏　耕、黄学军、崔锡柱、王永生、张若飞

### 中共青岛市第十届委员会
中共青岛市第十次代表大会于2007年4月召开。
- 书　记：阎启俊（2007.04-2010.11）、李　群（2010.10-2012.02）
- 副书记：

### 中共青岛市第十一届委员会
中共青岛市第十一次代表大会于2012年2月召开。
- 书　记：李　群（2012.02-2017.03）
- 副书记：张新起、王 　伟
- 常　委：李　群、张新起、王　伟、胡绍军、牛俊宪、王广正、何建平、徐学武、王鲁明、张大勇、边祥慧、韩耀玉、陈　飞

参考资料：

### 中共青岛市第十二届委员会
中共青岛市第十二次代表大会于2017年3月召开。
- 书　记：张江汀（2017.03-2019.01）、王清宪（2019.01-2021.01）、陆治原（2021.09-）
- 副书记：孟凡利（2017.03-2020.09）、赵豪志（2020.11-）、牛俊宪（2017.03-2019.11）、王鲁明（2020.04-2022.04）、惠新安（2021.04-2022.04）
- 常　委：张江汀（2017.03-2019.01）、王清宪（2019.01-2021.01）、孟凡利（2017.03-2020.09）、牛俊宪（2017.03-2019.11）、王鲁明、王建祥、边祥慧（女）（2017.03-2020.01）、刘子玉、祝华、孙立杰、田庆盈、王久军、李伟（2019.12-2021.08）、玉（女）（2021.08-2022.04）

参考资料：

### 中共青岛市第十三届委员会
中共青岛市第十二次代表大会于2022年4月召开。
- 书　记：陆治原（—2023.10[7]）、曾赞荣（2023.12[8]—）
- 副书记：赵豪志（—2025.01[9]）、邓云锋（—2023.01[10]）、任刚（2025.01[11]—）、张惠（2023.07[12]—）
- 常　委：陆治原（—2023.10）、曾赞荣（2023.12—）、赵豪志（—2025.01）、邓云峰（—2023.01）、任刚（2025.01—）张惠（2023.07—）、程德智、刘建军（—2023.02[13]）、刘尧、孙永红、马立新、于玉（—2025.01[14]）、耿涛、张军（—2022.06[15]）、孙海生（—2022.12[16]）、张新竹、刘升勤（2022.08[17]—）、常红军（2023.01[18]—）、王波（2023.04[19]—）、宋明杰（2025.03[20]—）

参考资料：

## 历任市委主要负责人
| 姓名   | 在任时间                                    | 职务                   |
| ------ | ------------------------------------------- | ---------------------- |
| 薛尚实 | 1949年5月－1949年11月                       | 书记                   |
| 向 明  | 1949年11月－1950年7月                       | 书记                   |
| 赖可可 | 1950年7月－1952年12月                       | 书记                   |
| 任质斌 | 1952年12月－1953年12月                      | 书记                   |
| 王少庸 | 1953年12月－1955年6月                       | 书记                   |
| 李广文 | 1955年6月－1956年6月                        | 书记                   |
| 滕景禄 | 1956年6月－1958年11月                       | 第一书记               |
| 刘特夫 | 1958年11月－1959年3月1959年3月－1960年11月  | 第一书记（代）第一书记 |
| 张敬焘 | 1960年11月－文革                            | 第一书记               |
| 易耀彩 | 1969年5月－1972年7月                        | 组长                   |
| 马忠全 | 1972年7月－1973年10月                       | 组长                   |
| 刘众前 | 1973年10月－1975年8月1975年9月－1980年1月   | 组长书记               |
| 李治文 | 1980年1月－1982年8月                        | 第一书记               |
| 周振兴 | 1982年8月－1984年7月                        | 第一书记               |
| 刘 鹏  | 1984年7月－1984年12月1984年12月－1989年11月 | 第一书记（代）书记     |
| 郭松年 | 1989年11月－1992年3月                       | 书记                   |
| 俞正声 | 1992年2月－1997年10月                       | 书记                   |
| 张惠来 | 1997年10月－2002年6月                       | 书记                   |
| 杜世成 | 2002年6月－2006年12月                       | 书记                   |
| 阎启俊 | 2006年12月－2010年11月                      | 书记                   |
| 李 群  | 2010年11月－2017年3月                       | 书记                   |
| 张江汀 | 2017年3月－2019年1月                        | 书记                   |
| 王清宪 | 2019年1月－2021年1月                        | 书记                   |
| 陆治原 | 2021年8月－2023年10月                       | 书记                   |
| 曾赞荣 | 2023年12月 -                                | 书记                   |